# Hexatoma bifurcata
Hexatoma bifurcata är en tvåvingeart som beskrevs av Alexander 1947. Hexatoma bifurcata ingår i släktet Hexatoma och familjen småharkrankar.
Artens utbredningsområde är Venezuela. Inga underarter finns listade i Catalogue of Life.